# Partij (plaats)
Partij (Limburgs: Partei) is een dorp in de Nederlands-Limburgse gemeente Gulpen-Wittem. Het dorp vormt tezamen met de nabije buurtschap Wittem het tweelingdorp Partij-Wittem. Partij ligt ten zuiden van de provinciale weg N278, lokaal Rijksweg genoemd. Door het dorp stroomt de Sinsel- of Selzerbeek.

## Geschiedenis
De eerste officiële vermelding van Partij dateert uit 1364 als dae torteyd, wat zou zijn afgeleid van het Latijnse woord tortata, hetgeen 'bocht' of 'kromming' betekent. In de nabijheid van het dorp verrees in de 13e eeuw het kasteel Wittem. Het grondgebied rondom Partij en Wittem werd in 1520 verheven tot een vrije rijksheerlijkheid en in 1732 tot graafschap. Dit Rijksgraafschap Wittem bleef bestaan tot de inname door de Fransen in 1794. In de 18e eeuw stichtte graaf Ferdinand van Plettenberg een kapucijnenklooster, later het Redemptoristenklooster Wittem. In 1848 kwam daar een redemptoristinnenklooster bij, het Klooster Mariëndaal, aan de overkant van de oude heerbaan Maastricht-Aken.

## Bezienswaardigheden

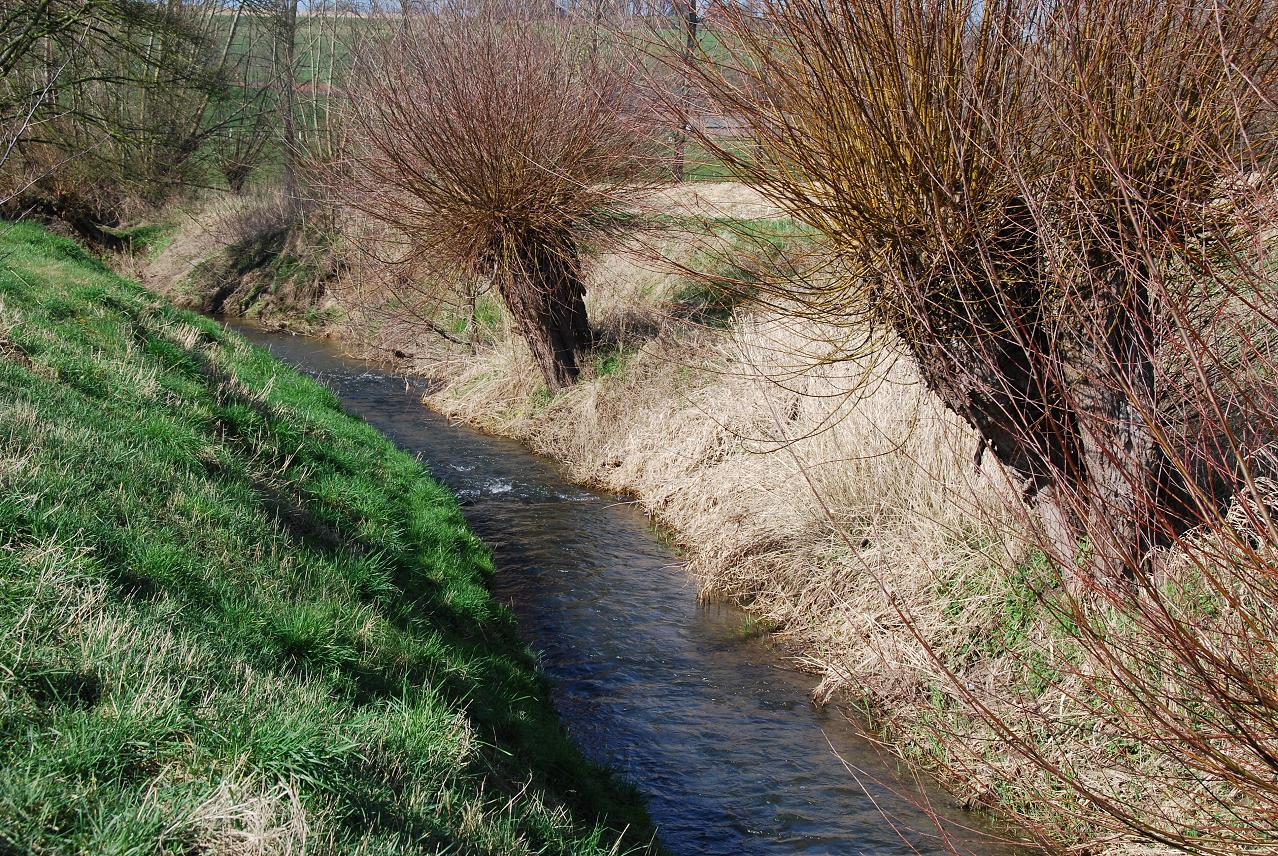
De Selzerbeek nabij Partij

- In Partij bevindt zich een drietal 18e-eeuwse boerderijen, die alle bescherming genieten als rijksmonument.
- Partij heeft geen eigen parochiekerk. Het Redemptoristinnenklooster Mariëndaal, een zusterklooster van het vlakbijgelegen Redemptoristenklooster Wittem, dateert uit 1848 en is geen rijksmonument. De neogotische kapel is begin jaren 1960 gerenoveerd. Op het geheel ommuurde terrein bevinden zich verder twee grafkapellen en een Lourdesgrot.
- In de dorpskern van Partij staat een oude waterpomp.
- Aan de Wittemerweg bevindt zich een herdenkingsmonument voor slachtoffers uit Partij-Wittem van het oorlogsgeweld tijdens de Tweede Wereldoorlog.[1]
- Ten zuidwesten van het dorp, in het Dunnenbos, staat een moordkruis.

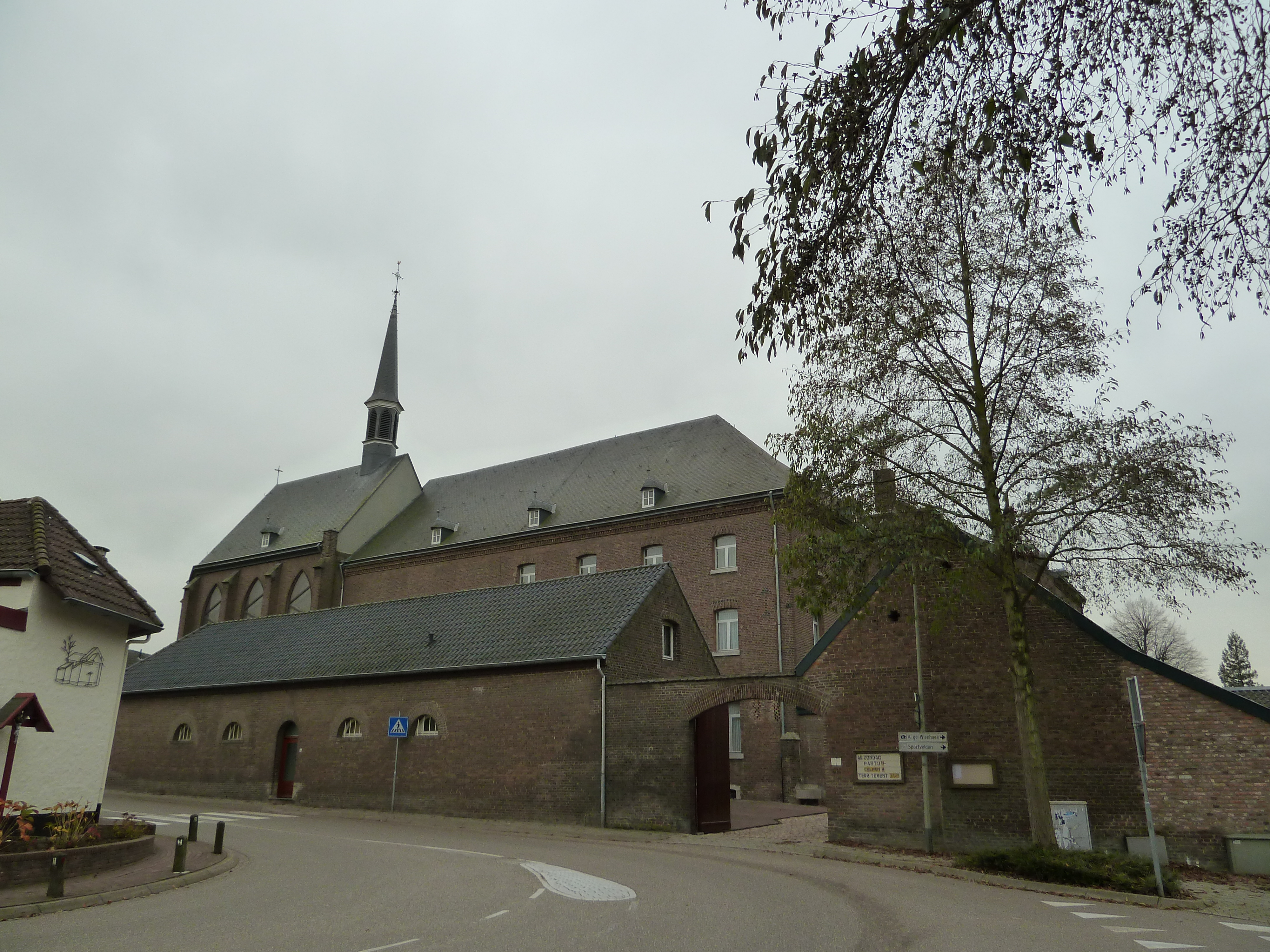
Klooster Mariëndaal
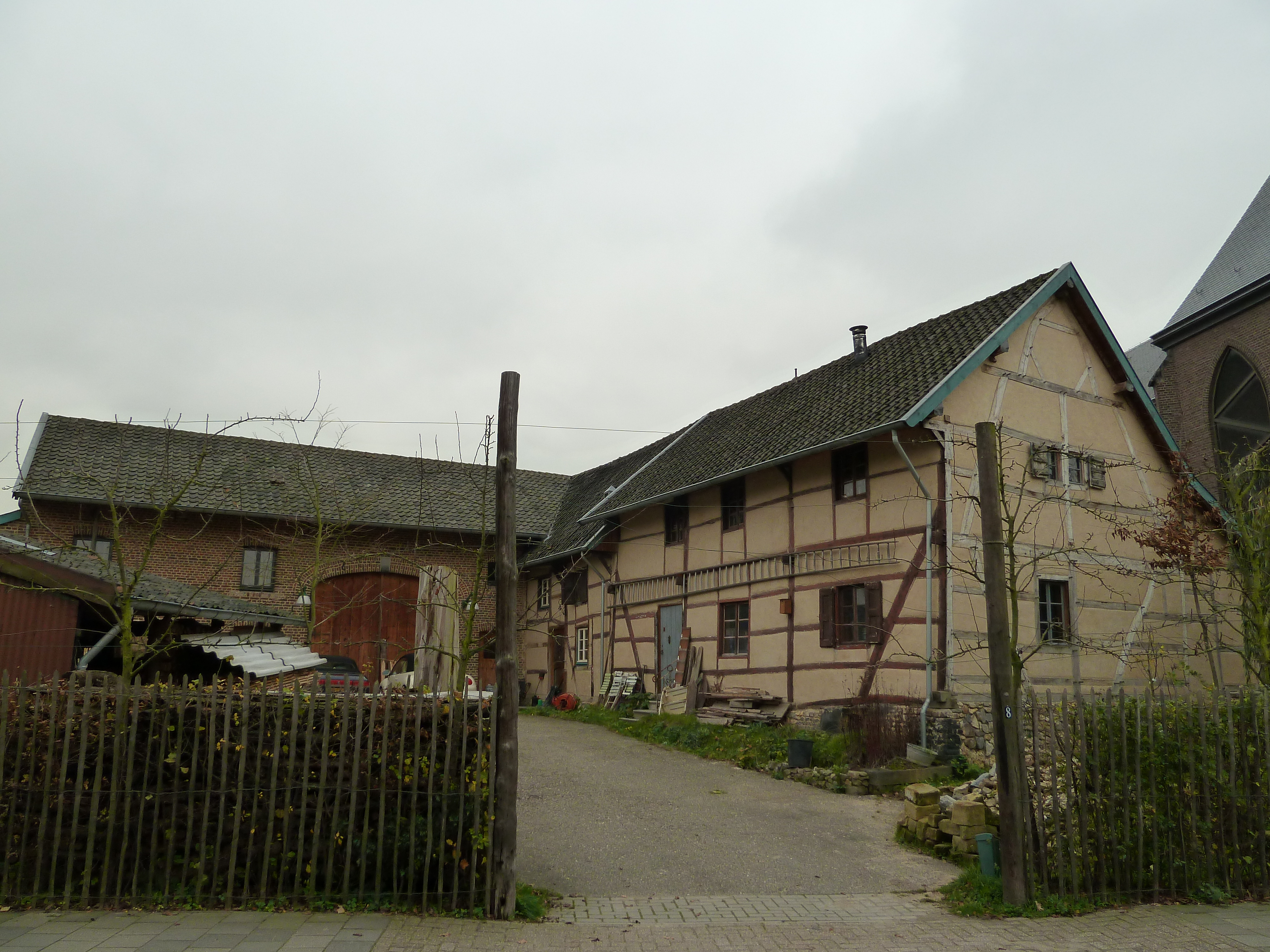
18e-eeuwse boerderij
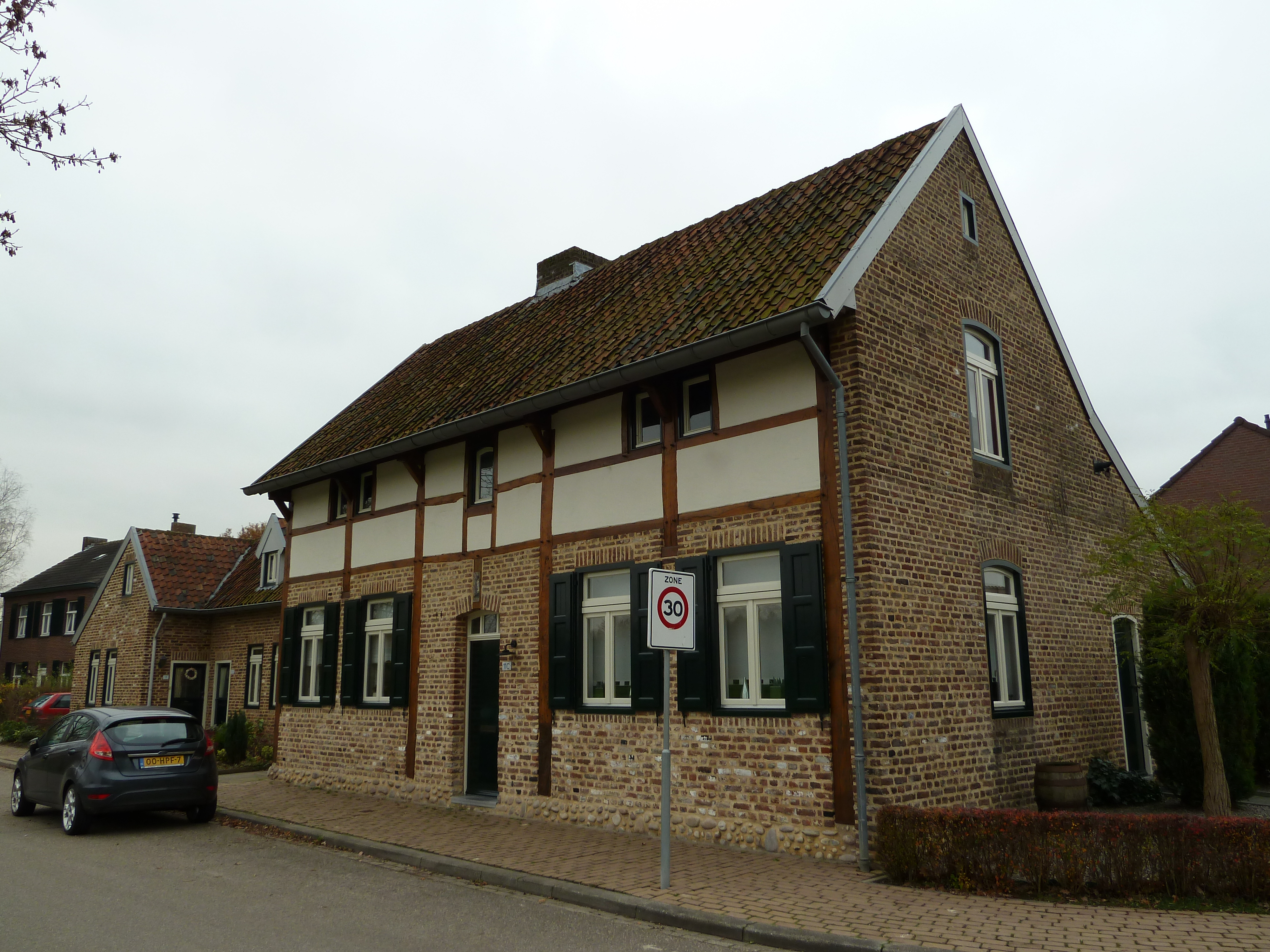
Vakwerkhuis
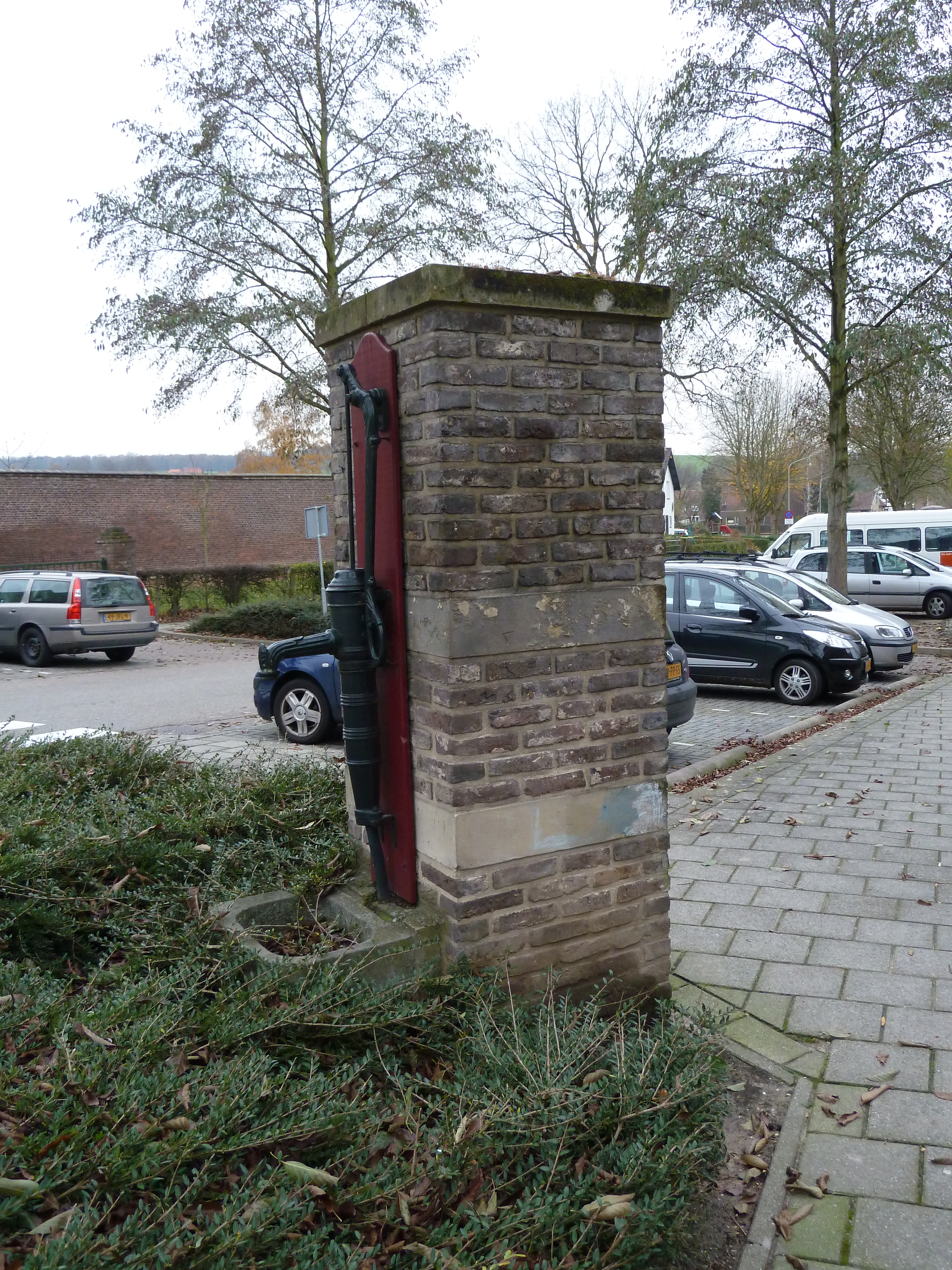
Waterpomp in Partij

## Natuur en landschap
Partij ligt ingeklemd tussen de Geul en de Selzerbeek op een hoogte van ongeveer 98 meter. Ten zuidwesten van Partij, aan de overzijde van de Geul, ligt het Plateau van Crapoel met het Dunnenbos. In het noorden vindt men het Plateau van Bocholtz. Het overgrote deel van de omgeving van Partij is in gebruik als landbouwgrond.

## Nabijgelegen kernen
Wittem, Wahlwiller, Gulpen, Mechelen